# Пітер Боса
Пі́тер Бо́са (англ. Peter Bosa; 2 травня 1927 – 10 грудня 1998) — канадський політик. Був сенатором з 1977 по 1998 рік.
Народився у Фріулі, Італія, іммігрував до Канади у 1948 році. Він почав працювати в магазині одягу свого батька як учень закрійника. Пізніше став керівником у страховій компанії.
Протягом семи років він був олдерменом міста Йорк.
У 1977 році його було призначено до Сенату від сенаторського округу Йорк-Кабото, Онтаріо. Він обіймав цю посаду до своєї смерті у 1998 році. Він був президентом Toronto Italia та одним із засновників Професійної футбольної ліги Східної Канади.
У Бібліотеці та архівах Канади зберігається фонд Пітера Боси. Невеликий парк у Йорку названо на його честь — Парк сенатора Пітера Боси.